# Дилофозаврові
Дилофозаврові (Dilophosauridae) — родина ящеротазових динозаврів підряду тероподів (Theropoda). Ці динозаври існували на початку юри, 201—190 млн років тому. Вони були одними з перших великих хижих динозаврів.

## Опис
Це м'ясоїдні динозаври середнього розміру, завдовжки від чотирьох до семи метрів та вагою близько 500 кг. Представники родів Dilophosaurus, Cryolophosaurus і Sinosaurus на черепі мали костисті гребені. Дилофозавриди відрізнялися від інших тероподних динозаврів будовою нижньої щелепи. З іншого боку, нарівні з прогресивними тероподами вони мали менші промаксілярне вікно (отвір у передній частині черепа), судинний отвір в слізній кістці і менше зубів у верхній щелепі.